# Episodi di Settimo cielo (quinta stagione)
La quinta stagione della serie televisiva Settimo cielo (7th Heaven), composta da 22 episodi, è stata trasmessa per la prima volta negli Stati Uniti dal 2 ottobre 2000 al 21 maggio 2001 sulla rete The WB. In Italia è stata trasmessa in prima visione su Italia 1 dal 9 marzo al 6 aprile 2004.
| nº | Titolo originale | Titolo italiano     | Prima TV USA     | Prima TV Italia |
| -- | ---------------- | ------------------- | ---------------- | --------------- |
| 1  | Here We Go Again | Ritorno a scuola    | 2 ottobre 2000   | 9 marzo 2004    |
| 2  | Help             | Aiuto               | 9 ottobre 2000   | 10 marzo 2004   |
| 3  | Losers           | Promesse            | 16 ottobre 2000  | 11 marzo 2004   |
| 4  | Busted           | Primi appuntamenti  | 23 ottobre 2000  | 12 marzo 2004   |
| 5  | Blind            | Cieca               | 30 ottobre 2000  | 15 marzo 2004   |
| 6  | Broke            | Menzogne            | 6 novembre 2000  | 16 marzo 2004   |
| 7  | Bye              | Addio               | 13 novembre 2000 | 17 marzo 2004   |
| 8  | Gossip           | Pettegolezzi        | 20 novembre 2000 | 18 marzo 2004   |
| 9  | Tunes            | Note stonate        | 27 novembre 2000 | 19 marzo 2004   |
| 10 | Surprise!        | Sorpresa            | 18 dicembre 2000 | 22 marzo 2004   |
| 11 | Home             | Casa propria        | 22 gennaio 2001  | 23 marzo 2004   |
| 12 | One Hundred      | Cento               | 29 gennaio 2001  | 24 marzo 2004   |
| 13 | Kiss             | Il bacio            | 5 febbraio 2001  | 25 marzo 2004   |
| 14 | V-Day            | Segreti e sorprese  | 12 febbraio 2001 | 26 marzo 2004   |
| 15 | Sweeps           | Il piano            | 19 febbraio 2001 | 29 marzo 2004   |
| 16 | Parents          | Genitori imperfetti | 26 febbraio 2001 | 30 marzo 2004   |
| 17 | Crazy            | Diagnosi            | 16 aprile 2001   | 31 marzo 2004   |
| 18 | Apologize        | Perdono             | 23 aprile 2001   | 1º aprile 2004  |
| 19 | Virgin           | Vergine             | 30 aprile 2001   | 2 aprile 2004   |
| 20 | Regrets          | La confessione      | 7 maggio 2001    | 5 aprile 2004   |
| 21 | Chances...       | Occasioni: Parte 1  | 14 maggio 2001   | 5 aprile 2004   |
| 22 | Are              | Occasioni: Parte 2  | 21 maggio 2001   | 6 aprile 2004   |

## Ritorno a scuola
- Titolo originale:  Here We Go Again
- Diretto da: Burt Brinckerhoff
- Scritto da: Brenda Hampton

### Trama
In casa Camden ci sono enormi cambiamenti: Mary ha preso la decisione di non frequentare il college angosciando così il padre, ma ha comprato una macchina che nonostante tutto non riesce a mantenere. Annie vuole completare gli studi così lascia Eric a badare alla casa. Lucy comincia l'ultimo anno di liceo ansiosa di rivedere Andrew Nayloss ma il ragazzo si trova ancora in Europa. La relazione tra Matt e Heather va e non va... e sembra che sia finita per sempre. Ruthie scopre che la sua insegnante è la Signorina Riddle.
- Guest star: Will Estes (Andrew Nayloss), Christopher Michael (Sergente Michaels), Michael Canavan (Steve), Andrea Ferrell (Heather Cain), Elizabeth Ruscio (signorina Riddle), Kyle Sabihy (Jim), Ray Bengston (signor Nayloss), Nate Reese (Ministro della cappella), Jeffrey Schoeny (Kid), Herbie Baez (Ragazzo numero 1), Chase Patterson (Ragazzo numero 2), Kylie Erica Mar (Ragazza), Camille Winbush (Lynn Hamilton), Kristoffer Ryan Winters (Russo)

## Aiuto
- Titolo originale: Help
- Diretto da: Tony Mordente
- Scritto da: Sue Tenney

### Trama
Mary, ancora contenta della sua indipendenza, si trova a dover pagare una gran quantità di fatture dopo aver perso il lavoro. Intanto "Il Colonnello" sorprende Eric ed Annie con un'inaspettata visita. Matt ha fallito l'esame di chimica e trova tutte le scuse per non incolpare sé stesso. Lucy chiede a Simon di aiutarla con la campagna per diventare "Reginetta della Scuola" e guadagnare un po' di popolarità. Le preghiere di Ruthie ricevono risposta quando è trasferita dalla sua vecchia classe in una prestigiosa scuola privata.
- Guest star: Peter Graves ("Il Colonnello" John Camden), Michael Canavan (Steve), Brenda Strong (signora Carmen Mackoul), Rance Howard (Anziano signore nel parco), Tim de Zarn (Direttore del Poolhall), Kristoffer Ryan Winters (Preside), Holly Towne (Ragazza), J. Patrick McCormack (Professor Townsend), Jennifer Freeman (Joan), Alex Chester (Bambina numero 1), Alexis Lopez (Bambina numero 2), Kristoffer Ryan Winters (Preside Russo)

## Promesse
- Titolo originale: Losers
- Diretto da: Harvey Laidman
- Scritto da: Brenda Hampton

### Trama
Eric ed Annie trascorrono un venerdì sera separati. Eric non trova nessuno con cui uscire così chiama Matt. Annie si consulta con un professore. Una sera, dopo il lavoro, Mary viene convinta a bere e fumare da due ragazzi sposati che lavorano con lei, Frankie e Johnny, perdendo ancora di più la fiducia che i suoi genitori avevano in lei. Matt doveva accompagnare Simon all'appuntamento con la sua nuova ragazza ma viene distratto da un'attraente donna e si dimentica dell'impegno. Lucy deve prendersi cura di un uovo con un suo compagno per un progetto scolastico.
- Guest star: Alan Fudge (Lou Dalton), Michael Canavan (Steve), Christopher Daniel Barnes (Ufficiale di polizia), Katie Stuart (Lulu), Chyler Leigh (Frankie), Nathan West (Johnny), Jeff Yagher (Professore), Kam Heskin (Ragazza al party), Sandy Freeman (Alice Dalton), Brandon Tyler (Lab Partner), Tony Decarlo (Ragazzo numero 1), Christopher Soloevilla (Ragazzo numero 2), John Fortson (Ragazzo numero 3), Leslie Marshall (Pat), Jennifer Massy (Devon), Mary Pat Dowhy (Leila), Samantha Flate (Cheryl)

## Primi appuntamenti
- Titolo originale:  Busted
- Diretto da: Tony Mordente
- Scritto da: Brenda Hampton

### Trama
A casa Camden è stato raggiunto il livello massimo di esasperazione quando Eric ed Annie vedono la loro figlia maggiore e i suoi nuovi amici alle prese con la legge. Quando Frankie mostra interesse a frequentare il college, anche Mary decide di dare un'occhiata ai volantini presi a scuola da Lucy. Nel frattempo Simon ha un appuntamento molto "caldo" e un compagno di Lucy le fa una strana proposta. Ruthie, invece, deve tenere un diario per la scuola, ma il compito diventa molto imbarazzante per Eric ed Annie quando i due scoprono che la figlia li ha visti copulare.
- Guest star: Jeremy Lelliott (Mike Pierce), Chyler Leigh (Frankie), Nathan West (Johnny), Brooke Anne Smith (Marsha Chalker), Jackie Forge (Ragazza)

## Cieca
- Titolo originale: Blind
- Diretto da: Burt Brinckerhoff
- Scritto da: Sue Tenney

### Trama
Julie accetta di far fare Mary da baby-sitter ad Erica solo a condizione che la ragazza non inviti degli amici. Ma quando Frankie si presenta a casa e chiede alla ragazza di curare Mercy per poter seguire Johnny, Mary non sa rifiutare. Al ritorno di Julie, la donna scopre Mary bere birra. Intanto Lucy si è offerta di fare da baby-sitter a Ruthie e i gemelli. Simon invece ha deciso di cambiare la sua immagine così si fa mettere un orecchino ad un orecchio. Matt insegue una ragazza che non vuole avere nulla a che fare con lui. Eric ed Annie hanno un incontro con gli amici di Mary, Frankie e Johnny.
- Guest star: Deborah Raffin (Julie Hastings), Ed Begley Jr. (Hank Hastings), Michael Canavan (Steve), Chyler Leigh (Frankie), Nathan West (Johnny), Kyle Sabihy (Jim), Ashley Sierra (Rachel), Ashley Edner (Sarah), Anthony Punnett (Jack), Dylan Jones (Cameriera), Steve Sharp (Steve Sharp), Merritt Hicks (Kim)

## Menzogne
- Titolo originale: Broke
- Diretto da: Joel J. Feigenbaum
- Scritto da: Brenda Hampton & Sue Tenney

### Trama
Ancora disoccupata e piena di debiti, Mary sta per toccare il fondo di fronte a due disperati genitori che non sanno più come fare con le bugie e il comportamento immaturo della figlia. Intanto la paura di quello che potrebbe succedere a Mary comincia a diffondersi nel resto della famiglia. Tutti i figli rompono i propri salvadanai per dare tutti i risparmi alla sorella e farle così saldare i debiti. Per aiutarla chiamano anche Matt che deve mentire alle telefonate che arrivano a casa chiedendo dei soldi di Mary. Tutti i figli mentono ai genitori per aiutare Mary, che continua imperterrita a ignorare le sue responsabilità.
- Guest star: Deborah Raffin (Julie Hastings), Ed Begley Jr. (Hank Hastings), Christopher Michael (Sergente Michaels), Michael Canavan (Steve), Curtis Anderson (Venditore di biglietti), Mari Weiss (Margaret), Cyndi Martino (Cassiere), James Keane (Pete), Christopher Daniel Barnes (Ufficiale di polizia), Kim Robillard (signor Simon), Joel Anderson (Uomo al bancomat dietro Mary), David Wells (Proprietario del negozio), Mary Donnelly-Haskell (Esattrice)

## Addio
- Titolo originale: Bye
- Diretto da: Paul Snider
- Scritto da: Brenda Hampton & Sue Tenney

### Trama
Eric ed Annie sono disperati e non sanno come Mary abbia potuto saldare tutti i debiti. Tutti i figli si alleano per aiutare la sorella e non far capire ai genitori cosa Mary stia combinando. Quando la battaglia genitori contro figli giunge al termine, vi sono grandi cambiamenti. Dopo aver appreso che Mary ha rubato i soldi dai gemelli per poter pagare i debiti, Eric ed Annie capiscono che è ora di prendere una drastica decisione per salvare non solo Mary ma l'integrità della famiglia. Viene così indetta una riunione di famiglia per confrontarsi con Mary. Eric ed Annie decidono che la cosa migliore da fare è mandarla a stare con "Il Colonnello" e la nonna Ruth a Buffalo per un po' di tempo.
- Guest star: Graham Jarvis (Charles Jackson), Dorian Harewood (Morgan Hamilton), Olivia Brown (Patricia Hamilton), Deborah Raffin (Julie Hastings), Ed Begley Jr. (Hank Hastings), Curtis Anderson (Cassiere), Phil Sciranka (Controllore)

## Pettegolezzi
- Titolo originale: Gossip
- Diretto da: Chip Chalmers
- Scritto da: Sue Tenney

### Trama
Il futuro di Mary potrebbe essere risolto ma per la città girano moltissimi pettegolezzi che la riguardano. Mentre spregevoli pettegolezzi girano sull'improvvisa partenza di Mary, Simon è persuaso ad usare la cattiva reputazione della sorella per aumentare i suoi risultati a scuola ed uscire con due gemelle, Carol e Sue Murphy. I pettegolezzi della comunità infastidiscono molto Eric. Lucy deve lottare con le voci che si sono diffuse a scuola. Ruthie s'inventa dei pettegolezzi per far distogliere l'attenzione da Mary. Matt è attratto da una bella straniera. Annie esce con un vecchio fidanzato.
- Guest star: Jeremy Lelliott (Mike Pierce), Brenda Strong (signora Carmen Mackoul), Edie McClurg (signora Beeker), Christopher Michael (Sergente Michaels), Michael Canavan (Steve), Mary-Kate Olsen (Carol Murphy), Ashley Olsen (Sue Murphy), Jamie Lauren (Katie), Tracy Nelson (Pauline), Joey Zimmerman (Luke), Michael Woods (Robin), Natasha Allas (Julia), Veronica Lauren (Chris), Jodi Carlisle (Bonnie), Danielle Aubry (Barbara), Loanne Bishop (Sharon), Terry Ray (Direttore del teatro), Gregory Phelan (DJ), Jeff Witzk (Phil), David Markey (Peter), Abigail Revasch (Cameriera), Jessica Hinton (Ragazza), Scott Strassner (Jack), Paul Michael Sanberg (Store Clerk), Erik Aude (Ragazzo)